# 小行星14275
小行星14275（14275 Dianemurray）是一颗绕太阳运转的小行星，为主小行星带小行星。该小行星于2000年1月30日发现。

## 轨道参数
小行星14275的轨道半长轴为2.3062699 UA，离心率为0.095。